# Eucyclotoma trivaricosa
Eucyclotoma trivaricosa is een slakkensoort uit de familie van de Raphitomidae. De wetenschappelijke naam van de soort is voor het eerst geldig gepubliceerd in 1880 door Martens.